# Tournoi de tennis de la côte Pacifique
Ne doit pas être confondu avec Tournoi de tennis de San José, Tournoi de tennis de San Francisco ou Tournoi de tennis de Monterrey.
Le  tournoi de la côte Pacifique ou Pacific Coast Championships est un tournoi de tennis féminin et masculin du circuit ATP organisé dans la ville de Berkeley sur la côte du Pacifique en Californie. Occasionnellement, certaines éditions ont été organisées à San Francisco.
Le tournoi féminin s'est disputé sur terre battue jusqu'en 1947 puis sur surface dure à partir de 1948. De 1948 à 1950, le "Pacific Coast Championships" correspond au US Hardcourt Championships. La dernière édition de l'épreuve féminine, organisée à Albany date de 1972.
Le tournoi masculin s'est successivement déroulé à Monterey, San Rafael, Berkeley, San Francisco, Albany et San José.
Ce tournoi a été, de 1930 à 1968, une des rares compétitions à proposer également un tableau de double mixte.

## Histoire
Le tournoi a débuté en 1889 en tant que Pacific Coast Championships au Old Del Monte Lodge à Monterey. Il est le deuxième plus ancien tournoi de tennis des États-Unis, derrière l'US Open. Il a été joué pendant longtemps au Berkeley Tennis Club à Berkeley ainsi qu'au Bill Graham Civic Auditorium à San Francisco. Le tournoi s'est installé en 1994 à San José, peu de temps après la construction du pavillon HP.
Il a souvent changé de sponsors, notamment Redwood Bank, Fireman's Fund, Transamerica, Volvo, Comerica et plus récemment Sybase de 1994 à 2001 puis Siebel de 2002 à 2004 et SAP depuis 2005.
Début 2012, l'ATP annonce la suppression du tournoi à partir de 2014, au profit d'un tournoi supplémentaire à Rio de Janeiro. La dernière édition aura donc vu le couronnement pour la troisième année consécutive (record du tournoi) du Canadien Milos Raonic.

## Multiples vainqueurs
En simple
- 9 titres : Bill Johnston
- 5 titres : John McEnroe et Andre Agassi
- 4 titres : William H. Taylor et George F. Whitney,
- 3 titres : Melville H. Long, Maurice McLoughlin, Donald Budge, Ted Schroeder, Tony Trabert, Andy Roddick et Milos Raonic

En double
- 9 titres : John McEnroe
- 7 titres : Peter Fleming
- 4 titres : Stan Smith
- 3 titres : Donald Budge, Vic Seixas, Jim Grabb et Mark Woodforde

## Palmarès dames

### Simple
| No       | Date       | Nom et lieu du tournoi                     | Catégorie   | Dotation | Surface      | Vainqueure             | Finaliste          | Score           |         |
| -------- | ---------- | ------------------------------------------ | ----------- | -------- | ------------ | ---------------------- | ------------------ | --------------- | ------- |
| 1        | 08-05-1922 | Pacific Coast Championships, Berkeley      |             | NC       | Terre (ext.) | Helen Wills            | Anna Leachman      | 6-1, 6-0        |         |
| 2        | 23-06-1923 | Pacific Coast Championships, Berkeley      |             | NC       | Terre (ext.) | Helen Wills            | Charlotte Chapin   | 6-2, 6-0        | Tableau |
| 3        | 21-06-1924 | Pacific Coast Championships, Berkeley      |             | NC       | Terre (ext.) | Charlotte Chapin       | Avery Follett      | 8-6, 2-6, 6-3   |         |
| 4        | 20-06-1925 | Pacific Coast Championships, Berkeley      |             | NC       | Terre (ext.) | Helen Wills            | Charlotte Chapin   | 6-4, 6-0        | Tableau |
| 5        | 12-06-1926 | Pacific Coast Championships, Berkeley      |             | NC       | Terre (ext.) | Helen Jacobs           | Helen Baker        | 3-6, 6-4, 6-0   | Tableau |
| 6        | 21-05-1927 | Pacific Coast Championships, San Francisco |             | NC       | Terre (ext.) | Helen Jacobs           | May Sutton         | 6-3, 6-2        | Tableau |
| 7        | 23-06-1928 | Pacific Coast Championships, Berkeley      |             | NC       | Terre (ext.) | Edith Cross            | Anna McCune Harper | 8-6, 6-2        |         |
| 8        | 08-06-1929 | 40th Pacific Coast Championships, Berkeley |             | NC       | Terre (ext.) | Ethel Burkhardt        | Anna McCune Harper | 6-4, 6-0        | Tableau |
| 9        | 27-09-1930 | Pacific Coast Championships, Berkeley      |             | NC       | Terre (ext.) | Helen Wills-Moody      | Anna McCune Harper | 6-3, 6-1        | Tableau |
| 10       | 26-09-1931 | Pacific Coast Championships, Berkeley      |             | NC       | Terre (ext.) | Edith Cross            | Dorothy Weisel     | 6-4, 2-6, 7-5   | Tableau |
| 11       | 24-09-1932 | Pacific Coast Championships, San Francisco |             | NC       | Terre (ext.) | Alice Marble           | Anna McCune Harper | 6-2, 6-2        | Tableau |
| 12       | 30-09-1933 | Pacific Coast Championships, Berkeley      |             | NC       | Terre (ext.) | Alice Marble           | Dorothy Round      | 6-4, 6-1        | Tableau |
| 13       | 29-09-1934 | 45th Pacific Coast Championships, Berkeley |             | NC       | Terre (ext.) | Kay Stammers           | Freda James        | 4-6, 6-3, 6-4   | Tableau |
| 14       | 28-09-1935 | Pacific Coast Championships, Berkeley      |             | NC       | Terre (ext.) | Ethel Burkhardt Arnold | Carolin Babcock    | 6-3, 6-3        | Tableau |
| 15       | 26-09-1936 | Pacific Coast Championships, Berkeley      |             | NC       | Terre (ext.) | Margaret Osborne       | Virginia Wolfenden | 0-6, 6-1, 6-3   | Tableau |
| 16       | 25-09-1937 | Pacific Coast Championships, Berkeley      |             | NC       | Terre (ext.) | Anita Lizana           | Margarita Lumb     | 6-2, 6-2        | Tableau |
| 17       | 01-10-1938 | Pacific Coast Championships, Berkeley      |             | NC       | Terre (ext.) | Simonne Mathieu        | Nancye Wynne       | 6-1, 6-0        | Tableau |
| 18       | 30-09-1939 | Pacific Coast Championships, Berkeley      |             | NC       | Terre (ext.) | Sarah Fabyan           | Virginia Wolfenden | 6-4, 6-1        | Tableau |
| 19       | 28-09-1940 | Pacific Coast Championships, Berkeley      |             | NC       | Terre (ext.) | Virginia Wolfenden     | Helen Jacobs       | 6-4, 6-2        | Tableau |
| 20       | 27-09-1941 | Pacific Coast Championships, Berkeley      |             | NC       | Terre (ext.) | Margaret Osborne       | Patricia Canning   | 10-8, 2-6, 6-3  | Tableau |
| 21       | 26-09-1942 | Pacific Coast Championships, Berkeley      |             | NC       | Terre (ext.) | Margaret Osborne       | Barbara Krase      | 6-1, 6-0        | Tableau |
| 22       | 25-09-1943 | Pacific Coast Championships, Berkeley      |             | NC       | Terre (ext.) | Louise Brough          | Margaret Osborne   | 6-3, 2-6, 6-2   | Tableau |
| 23       | 23-09-1944 | Pacific Coast Championships, Berkeley      |             | NC       | Terre (ext.) | Margaret Osborne       | Louise Brough      | 8-6, 3-6, 8-6   | Tableau |
| 24       | 24-09-1945 | Pacific Coast Championships, Berkeley      |             | NC       | Terre (ext.) | Pauline Betz           | Margaret Osborne   | 6-2, 7-5        | Tableau |
| 25       | 28-09-1946 | Pacific Coast Championships, Berkeley      |             | NC       | Terre (ext.) | Margaret Osborne       | Barbara Krase      | 6-4, 6-1        | Tableau |
| 26       | 27-09-1947 | Pacific Coast Championships, Berkeley      |             | NC       | Terre (ext.) | Margaret Osborne       | Dorothy Head       | 6-1, 6-2        | Tableau |
| 27       | 05-10-1948 | US Hard Court Championships, San Francisco |             | NC       | Dur (ext.)   | Gussie Moran           | Virginia Kovacs    | 2-6, 6-1, 6-2   | Tableau |
| 28       | 19-09-1949 | US Hard Court Championships, Berkeley      |             | NC       | Dur (ext.)   | Doris Hart             | Dorothy Head       | 6-3, 6-4        | Tableau |
| 29       | 18-09-1950 | US Hard Court Championships, Berkeley      |             | NC       | Dur (ext.)   | Patricia Canning Todd  | Magda Rurac        | 6-2, 6-1        | Tableau |
| 30       | 17-09-1951 | Pacific Coast Championships, Berkeley      |             | NC       | Dur (ext.)   | Dorothy Head           | Anita Kanter       | 13-11, 4-6, 6-0 | Tableau |
| 31       | 20-09-1952 | Pacific Coast Championships, Berkeley      |             | NC       | Dur (ext.)   | Shirley Fry            | Thelma Coyne Long  | 7-9, 6-2, 6-4   | Tableau |
| 32       | 19-09-1953 | Pacific Coast Championships, Berkeley      |             | NC       | Dur (ext.)   | Maureen Connolly       | Shirley Fry        | 6-0, 9-7        | Tableau |
| 33       | 20-09-1954 | Pacific Coast Championships, Berkeley      |             | NC       | Dur (ext.)   | Virginia Kovacs        | Anne Shilcock      | 9-7, 6-1        | Tableau |
| 34       | 25-09-1955 | Pacific Coast Championships, Berkeley      |             | NC       | Dur (ext.)   | Angela Mortimer        | Shirley Bloomer    | 4-6, 6-3, 6-4   | Tableau |
| 35       | 22-09-1956 | Pacific Coast Championships, Berkeley      |             | NC       | Dur (ext.)   | Shirley Bloomer        | Dorothy Cheney     | 6-0, 6-1        | Tableau |
| 36       | 22-09-1957 | Pacific Coast Championships, Berkeley      |             | NC       | Dur (ext.)   | Althea Gibson          | Louise Brough      | 6-4, 6-3        | Tableau |
| 37       | 22-09-1958 | Pacific Coast Championships, Berkeley      |             | NC       | Dur (ext.)   | Christine Truman       | Darlene Hard       | 6-2, 6-4        | Tableau |
| 38       | 28-09-1959 | Pacific Coast Championships, Berkeley      |             | NC       | Dur (ext.)   | Dorothy Knode          | Ann Haydon         | 7-5, 6-4        |         |
| 39       | 26-09-1960 | Pacific Coast Championships, Berkeley      |             | NC       | Dur (ext.)   | Darlene Hard           | Ann Haydon         | 6-2, 6-3        | Tableau |
| 40       | 25-09-1961 | Pacific Coast Championships, Berkeley      |             | NC       | Dur (ext.)   | Darlene Hard           | Ann Haydon         | 3-6, 7-5, 6-3   | Tableau |
| 41       | 24-09-1962 | Pacific Coast Championships, Berkeley      |             | NC       | Dur (ext.)   | Darlene Hard           | Renee Schuurman    | 6-3, 6-3        | Tableau |
| 42       | 23-09-1963 | Pacific Coast Championships, Berkeley      |             | NC       | Dur (ext.)   | Darlene Hard           | Maria Bueno        | 6-3, 6-3        | Tableau |
| 43       | 21-09-1964 | Pacific Coast Championships, Berkeley      |             | NC       | Dur (ext.)   | Judy Tegart            | Mimi Arnold        | 6-2, 6-4        | Tableau |
| 44       | 27-09-1965 | Pacific Coast Championships, Berkeley      |             | NC       | Dur (ext.)   | Judy Tegart            | Rosie Casals       | 6-4, 3-6, 7-5   | Tableau |
| 45       | 26-09-1966 | Pacific Coast Championships, Berkeley      |             | NC       | Dur (ext.)   | Maria Bueno            | Rosie Casals       | 6-4, 2-6, 6-1   | Tableau |
| 46       | 25-09-1967 | Pacific Coast Championships, Berkeley      |             | NC       | Dur (ext.)   | Françoise Dürr         | Carole Graebner    | 6-3, 6-3        | Tableau |
| Ère Open |            |                                            |             |          |              |                        |                    |                 |         |
| 47       | 23-09-1968 | Pacific Coast Championships, Berkeley      |             | NC       | Dur (ext.)   | Margaret Smith Court   | Maria Bueno        | 6-4, 7-5        | Tableau |
| 48       | 30-09-1969 | Pacific Coast Championships, Berkeley      |             | NC       | Dur (ext.)   | Margaret Smith Court   | Winnie Shaw        | 6-4, 5-7, 6-0   | Tableau |
| 49       | 28-09-1970 | Pacific Coast Championships, Berkeley      |             | NC       | Dur (ext.)   | Nancy Richey           | Rosie Casals       | 7-6, 6-4        | Tableau |
| 50       | 27-09-1971 | Redwood Bank International Open, Berkeley  |             | NC       | Dur (ext.)   | Marcie Louie           | Barbara Downs      | 7-5, 6-3        | Tableau |
| 51       | 18-09-1972 | Golden Gate Pacific Coast Classic, Albany  | WT Pro Tour | 20 000 $ | Dur (ext.)   | Margaret Smith Court   | Billie Jean King   | 6-4, 6-1        | Tableau |

### Double
| No       | Date       | Nom et lieu du tournoi                    | Catégorie   | Dotation | Surface      | Vainqueures                            | Finalistes                            | Score          |         |
| -------- | ---------- | ----------------------------------------- | ----------- | -------- | ------------ | -------------------------------------- | ------------------------------------- | -------------- | ------- |
| 1        | 23-06-1923 | Pacific Coast Championships Berkeley      |             | NC       | Terre (ext.) | Hazel Wightman Helen Wills             | Mrs JC Cushing Carmen Tarilton        | 6-2, 6-2       | Tableau |
| 2        | 21-06-1924 | Pacific Coast Championships Berkeley      |             | NC       | Terre (ext.) | Avery Follett Carolyn Swartz           | Golda Gross Anna Leachman             | 1-6, 6-1, 6-4  |         |
| 3        | 20-06-1925 | Pacific Coast Championships Berkeley      |             | NC       | Terre (ext.) | NC                                     | NC                                    | NC             | Tableau |
| 4        | 12-06-1926 | Pacific Coast Championships Berkeley      |             | NC       | Terre (ext.) | Avery Follett Carolyn Swartz           | Adeline Brohm Margaret Fitch          | 8-10, 6-4, 6-1 | Tableau |
| 5        | 21-05-1927 | Pacific Coast Championships San Francisco |             | NC       | Terre (ext.) | May Sutton-Bundy Louise Dudley         | Winifred Suhr Marion Williams         | 6-1, 9-7       | Tableau |
| 6        | 23-06-1928 | Pacific Coast Championships Berkeley      |             | NC       | Terre (ext.) | Anna McCune Harper Lucy McCune Yates   | Ethel Burkhardt Avery Follett         | 6-3, 6-3       |         |
| 7        | 08-06-1929 | 40th Pacific Coast Championships Berkeley |             | NC       | Terre (ext.) | Anna McCune Harper Lucy McCune Yates   | Ethel Burkhardt Josephine Cruickshank | 6-3, 3-6, 6-4  | Tableau |
| 8        | 27-09-1930 | Pacific Coast Championships Berkeley      |             | NC       | Terre (ext.) | Edith Cross Anna McCune Harper         | Marjorie Gladman Marjorie Morrill     | 4-6, 6-3, 6-2  | Tableau |
| 9        | 26-09-1931 | Pacific Coast Championships Berkeley      |             | NC       | Terre (ext.) | Edith Cross Anna McCune Harper         | Alice Marble Dorothy Weisel           | 6-4, 6-4       | Tableau |
| 10       | 24-09-1932 | Pacific Coast Championships San Francisco |             | NC       | Terre (ext.) | Edith Cross Anna McCune Harper         | Golda Gross Alice Marble              | 6-2, 6-2       | Tableau |
| 11       | 30-09-1933 | Pacific Coast Championships Berkeley      |             | NC       | Terre (ext.) | Mary Heeley Dorothy Round              | Alice Marble Elizabeth Ryan           | 1-6, 6-2, 6-4  | Tableau |
| 12       | 29-09-1934 | 45th Pacific Coast Championships Berkeley |             | NC       | Terre (ext.) | NC                                     | NC                                    | NC             | Tableau |
| 13       | 28-09-1935 | Pacific Coast Championships Berkeley      |             | NC       | Terre (ext.) | Freda James Kay Stammers               | Evelyn Dearman Nancy Lyle             | 8-6, 6-2       | Tableau |
| 14       | 26-09-1936 | Pacific Coast Championships Berkeley      |             | NC       | Terre (ext.) | Anna McCune Harper Frances Umphred     | Golda Gross Elsie Gabel               | 7-5, 6-1       | Tableau |
| 15       | 25-09-1937 | Pacific Coast Championships Berkeley      |             | NC       | Terre (ext.) | Kay Stammers Freda James               | Helen Jacobs Dorothy Workman          | 6-1, 6-4       | Tableau |
| 16       | 01-10-1938 | Pacific Coast Championships Berkeley      |             | NC       | Terre (ext.) | Nancye Wynne Thelma Coyne              | Nell Hall Hopman Dorothy Stevenson    | 8-6, 6-8, 6-2  | Tableau |
| 17       | 30-09-1939 | Pacific Coast Championships Berkeley      |             | NC       | Terre (ext.) | Patsy McCoy Brown Freda James          | Pauline Betz Jane Stanton             | 4-6, 6-0, 6-2  | Tableau |
| 18       | 28-09-1940 | Pacific Coast Championships Berkeley      |             | NC       | Terre (ext.) | Mary Hardwick Margaret Osborne         | Jacque Virgil Gracyn Wheeler          | 6-4, 6-4       | Tableau |
| 19       | 27-09-1941 | Pacific Coast Championships Berkeley      |             | NC       | Terre (ext.) | Patricia Canning Margaret Osborne      | Helen Gurley Margaret Jessee          | 6-4, 6-4       | Tableau |
| 20       | 26-09-1942 | Pacific Coast Championships Berkeley      |             | NC       | Terre (ext.) | Margaret Osborne Barbara Krase         | Virginia Kovacs Bernice Fross         | 6-1, 6-1       | Tableau |
| 21       | 25-09-1943 | Pacific Coast Championships Berkeley      |             | NC       | Terre (ext.) | Louise Brough Margaret Osborne         | Patsy McCoy Brown Barbara Krase       | 6-3, 6-4       | Tableau |
| 22       | 23-09-1944 | Pacific Coast Championships Berkeley      |             | NC       | Terre (ext.) | Louise Brough Margaret Osborne         | Phyllis Hunter Daphne Bucknell        | 6-3, 6-2       | Tableau |
| 23       | 24-09-1945 | Pacific Coast Championships Berkeley      |             | NC       | Terre (ext.) | Louise Brough Margaret Osborne         | Dorothy Head Phyllis Hunter           | 6-1, 6-3       | Tableau |
| 24       | 28-09-1946 | Pacific Coast Championships Berkeley      |             | NC       | Terre (ext.) | Barbara Krase Margaret Osborne         | Dorothy Head Phyllis Hunter           | 6-2, 6-1       | Tableau |
| 25       | 27-09-1947 | Pacific Coast Championships Berkeley      |             | NC       | Terre (ext.) | Margaret Osborne Barbara Krase         | Dorothy Head Magda Rurac              | 6-4, 3-6, 6-4  | Tableau |
| 26       | 05-10-1948 | US Hard Court Championships San Francisco |             | NC       | Dur (ext.)   | Louise Brough Margaret duPont          | Virginia Kovacs Sheila Summers        | 6-3, 6-3       | Tableau |
| 27       | 19-09-1949 | US Hard Court Championships Berkeley      |             | NC       | Dur (ext.)   | Virginia Kovacs Gussie Moran           | Shirley Fry Doris Hart                | 6-2, 6-4       | Tableau |
| 28       | 18-09-1950 | US Hard Court Championships Berkeley      |             | NC       | Dur (ext.)   | Barbara Scofield Patricia Canning Todd | Magda Rurac Wilma Smith               | 6-2, 6-4       | Tableau |
| 29       | 17-09-1951 | Pacific Coast Championships Berkeley      |             | NC       | Dur (ext.)   | Dorothy Head Janet Hopps               | Helen Fletcher Pat Ward               | 6-2, 6-3       | Tableau |
| 30       | 20-09-1952 | Pacific Coast Championships Berkeley      |             | NC       | Dur (ext.)   | Shirley Fry Thelma Coyne Long          | Janet Hopps Anita Kanter              | 3-6, 6-2, 6-2  | Tableau |
| 31       | 19-09-1953 | Pacific Coast Championships Berkeley      |             | NC       | Dur (ext.)   | Maureen Connolly Nell Hall Hopman      | Dorothy Cheney Margaret Jessee        | 6-3, 9-7       | Tableau |
| 32       | 20-09-1954 | Pacific Coast Championships Berkeley      |             | NC       | Dur (ext.)   | Patricia Naud Nancy Wolfenden          | Anne Shilcock Louise Snow             | 6-2, 6-3       | Tableau |
| 33       | 25-09-1955 | Pacific Coast Championships Berkeley      |             | NC       | Dur (ext.)   | Angela Mortimer Angela Buxton          | Shirley Bloomer Barbara Bradley       | 7-5, 6-3       | Tableau |
| 34       | 22-09-1956 | Pacific Coast Championships Berkeley      |             | NC       | Dur (ext.)   | Shirley Bloomer Marta Hernández        | Dorothy Bundy Margaret Jessee         | 6-3, 10-8      | Tableau |
| 35       | 22-09-1957 | Pacific Coast Championships Berkeley      |             | NC       | Dur (ext.)   | Mary Bevis Hawton Janet Hopps          | Louise Brough Barbara Davidson        | 3-6, 6-4, 6-2  | Tableau |
| 36       | 22-09-1958 | Pacific Coast Championships Berkeley      |             | NC       | Dur (ext.)   | Maria Bueno Darlene Hard               | Thelma Coyne Long Christine Truman    | 6-2, 6-2       | Tableau |
| 37       | 26-09-1960 | Pacific Coast Championships Berkeley      |             | NC       | Dur (ext.)   | Maria Bueno Darlene Hard               | Ann Haydon Christine Truman           | 6-2, 6-2       | Tableau |
| 38       | 25-09-1961 | Pacific Coast Championships Berkeley      |             | NC       | Dur (ext.)   | Darlene Hard Ann Haydon                | Edda Buding Deidre Catt               | 6-3, 6-2       | Tableau |
| 39       | 24-09-1962 | Pacific Coast Championships Berkeley      |             | NC       | Dur (ext.)   | Maria Bueno Darlene Hard               | Elizabeth Starkie Judy Tegart         | 6-4, 6-2       | Tableau |
| 40       | 23-09-1963 | Pacific Coast Championships Berkeley      |             | NC       | Dur (ext.)   | Maria Bueno Darlene Hard               | Deidre Catt Elizabeth Starkie         | 6-0, 6-4       | Tableau |
| 41       | 21-09-1964 | Pacific Coast Championships Berkeley      |             | NC       | Dur (ext.)   | Rita Bentley Judy Tegart               | Jane Albert Rosie Darmon              | 4-6, 10-8, 6-3 | Tableau |
| 42       | 27-09-1965 | Pacific Coast Championships Berkeley      |             | NC       | Dur (ext.)   | Carole Caldwell Graebner Judy Tegart   | Rosie Casals Cecilia Martinez         | 6-1, 6-2       | Tableau |
| 43       | 26-09-1966 | Pacific Coast Championships Berkeley      |             | NC       | Dur (ext.)   | Rosie Casals Judy Tegart               | Winnie Shaw Virginia Wade             | 6-1, 6-4       | Tableau |
| 44       | 25-09-1967 | Pacific Coast Championships Berkeley      |             | NC       | Dur (ext.)   | Rosie Casals Billie Jean King          | Françoise Dürr Judy Tegart            | 6-3, 6-4       | Tableau |
| Ère Open |            |                                           |             |          |              |                                        |                                       |                |         |
| 45       | 23-09-1968 | Pacific Coast Championships Berkeley      |             | NC       | Dur (ext.)   | Maria Bueno Margaret Smith Court       | Esme Emanuel Maryna Godwin            | 6-2, 6-4       | Tableau |
| 46       | 30-09-1969 | Pacific Coast Championships Berkeley      |             | NC       | Dur (ext.)   | Margaret Smith Court Lesley Hunt       | Kerry Harris Winnie Shaw              | 6-3, 6-4       | Tableau |
| 47       | 28-09-1970 | Pacific Coast Championships Berkeley      |             | NC       | Dur (ext.)   | Lesley Hunt Kristy Pigeon              | Judy Tegart-Dalton Patti Hogan        | 6-2, 6-3       | Tableau |
| 48       | 27-09-1971 | Redwood Bank International Open Berkeley  |             | NC       | Dur (ext.)   | Catherine Anderson Barbara Downs       | Kate Latham Laurie Tenney             | default        | Tableau |
| 49       | 18-09-1972 | Golden Gate Pacific Coast Classic Albany  | WT Pro Tour | 20 000 $ | Dur (ext.)   | Ann Haydon-Jones Billie Jean King      | Margaret Smith Court Lesley Hunt      | 7-5, 2-6, 7-64 | Tableau |

## Palmarès messieurs

### Simple
| No       | Date       | Nom et lieu du tournoi                          | Catégorie                            | Dotation                             | Surface                              | Vainqueur                            | Finaliste                            | Score                                |                                      |
| -------- | ---------- | ----------------------------------------------- | ------------------------------------ | ------------------------------------ | ------------------------------------ | ------------------------------------ | ------------------------------------ | ------------------------------------ | ------------------------------------ |
| 1        | 1889       | , Monterey                                      |                                      | NC $                                 | NC                                   | William H. Taylor                    | Valentine J. Gadesden                | 6-3, 6-1, 6-2                        |                                      |
| 2        | 1890       | , San Rafael                                    |                                      | NC $                                 | NC                                   | William H. Taylor                    | Charles R. Yates                     | 6-4, 9-7, 6-0                        |                                      |
| 3        | 1891       | , San Rafael                                    |                                      | NC $                                 | NC                                   | William H. Taylor                    | Charles P. Hubbard                   | 6-2, 6-1, 5-7, 6-3                   |                                      |
| 4        | 1892       | , San Rafael                                    |                                      | NC $                                 | NC                                   | William H. Taylor                    | Charles P. Hubbard                   | 6-3, 6-3, 4-6, 5-7, 6-3              |                                      |
| 5        | 1893       | , San Rafael                                    |                                      | NC $                                 | NC                                   | Thomas A. Driscoll                   | Arthur Allen                         | 6-3, 6-4, 6-3                        |                                      |
| 6        | 1894       | , San Rafael                                    |                                      | NC $                                 | NC                                   | Samuel Hardy                         | Thomas A. Driscoll                   | 6-0, 6-3, 6-1                        |                                      |
| 7        | 1895       | , San Rafael                                    |                                      | NC $                                 | NC                                   | Sumner Hardy                         | Samuel Hardy                         | 6-3, 4-6, 8-6, 6-2                   |                                      |
| 8        | 1896       | , San Rafael                                    |                                      | NC $                                 | NC                                   | Samuel Hardy                         | George F. Whitney                    | 6-2, 6-3, 6-2                        |                                      |
| 9        | 1897       | , San Rafael                                    |                                      | NC $                                 | NC                                   | George F. Whitney                    | Samuel Hardy                         | 4-6, 1-6, 6-4, 6-4, 8-6              |                                      |
| 10       | 1898       | , San Rafael                                    |                                      | NC $                                 | NC                                   | Sumner Hardy                         | John Holmes                          | 6-3, 2-6, 7-5, 6-1                   |                                      |
| 11       | 1899       | , San Rafael                                    |                                      | NC $                                 | NC                                   | George F. Whitney                    | Sumner Hardy                         | 4-6, 6-4, 6-1, 6-4                   |                                      |
| 12       | 1900       | , Berkeley                                      |                                      | NC $                                 | NC                                   | George F. Whitney                    | Sumner Hardy                         | 6-2, 6-4, 6-4                        |                                      |
| 13       | 1901       | , Berkeley                                      |                                      | NC $                                 | NC                                   | George F. Whitney                    | Alphonzo Bell                        | 4-6, 6-1, 6-2, 7-5                   |                                      |
| 14       | 1902       | , Berkeley                                      |                                      | NC $                                 | NC                                   | Louis R. Freeman                     | William Collier                      | 6-4, 6-4, 6-3                        |                                      |
| 15       | 1903       | , Berkeley                                      |                                      | NC $                                 | NC                                   | Alphonzo Bell                        | Louis R. Freeman                     | 6-3, 7-5, 11-9                       |                                      |
| 16       | 1904       | , Berkeley                                      |                                      | NC $                                 | NC                                   | John D. MacGavin                     | Alphonzo Bell                        | 6-2, 6-3, 3-6, 15-13                 |                                      |
| 17       | 1905       | , Berkeley                                      |                                      | NC $                                 | NC                                   | George C. Janes                      | Frederick Adams                      | 6-0, 4-6, 5-7, 6-4, 6-3              |                                      |
| 18       | 1906       | , Berkeley                                      |                                      | NC $                                 | NC                                   | Melville H. Long                     | George C. Janes                      | 6-2, 7-5, 6-2                        |                                      |
| 19       | 1907       | , Berkeley                                      |                                      | NC $                                 | NC                                   | Maurice McLoughlin                   | Melville H. Long                     | 13-11, 6-4, 5-7, 4-6, 6-4            |                                      |
| 20       | 1908       | , Berkeley                                      |                                      | NC $                                 | NC                                   | Melville H. Long                     | Maurice McLoughlin                   | 8-10, 6-8, 6-4, 11-9, 6-0            |                                      |
| 21       | 1909       | , Berkeley                                      |                                      | NC $                                 | NC                                   | George C. Janes                      | Charles S. Rogers                    | 5-7, 6-3, 6-3, 6-4                   |                                      |
| 22       | 1910       | , Berkeley                                      |                                      | NC $                                 | NC                                   | Melville H. Long                     | George C. Janes                      | 6-0, 6-3, 6-1                        |                                      |
| 23       | 1911       | , Berkeley                                      |                                      | NC $                                 | NC                                   | Maurice McLoughlin                   | Melville H. Long                     | 6-4, 6-3, 6-2                        |                                      |
| 24       | 1912       | , Berkeley                                      |                                      | NC $                                 | NC                                   | Maurice McLoughlin                   | Melville H. Long                     | Forfait                              |                                      |
| 25       | 1913       | , Berkeley                                      |                                      | NC $                                 | NC                                   | Bill Johnston                        | John R. Strachan                     | 6-1, 6-2, 3-6, 4-6, 6-4              |                                      |
| 26       | 1914       | , Berkeley                                      |                                      | NC $                                 | NC                                   | Bill Johnston                        | Elia Fottrell                        | 6-4, 6-0, 6-2                        |                                      |
| 27       | 1915       | , Berkeley                                      |                                      | NC $                                 | NC                                   | Herbert L. Hahn                      |                                      | NC                                   |                                      |
| 28       | 1916       | , Berkeley                                      |                                      | NC $                                 | NC                                   | Bill Johnston                        | Clarence Griffin                     | 9-7, 7-5, 6-8, 8-6                   |                                      |
|          | 1917       | Tournoi patriotique sans championnat            | Tournoi patriotique sans championnat | Tournoi patriotique sans championnat | Tournoi patriotique sans championnat | Tournoi patriotique sans championnat | Tournoi patriotique sans championnat | Tournoi patriotique sans championnat | Tournoi patriotique sans championnat |
| 29       | 1918       | , Berkeley                                      |                                      | NC $                                 | NC                                   | Roland Roberts                       | Victor Breeden                       | 6-3, 6-4, 10-8                       |                                      |
| 30       | 1919       | , Berkeley                                      |                                      | NC $                                 | NC                                   | Bill Johnston                        | Roland Roberts                       | NC                                   |                                      |
| 31       | 1920       | , Berkeley                                      |                                      | NC $                                 | NC                                   | Willis Davis                         | Clarence Griffin                     | 10-8, 6-4, 2-6, 6-3                  |                                      |
| 32       | 1921       | , Berkeley                                      |                                      | NC $                                 | NC                                   | Bill Johnston                        | Roland Roberts                       | 6-4, 6-3, 6-3                        |                                      |
| 33       | 1922       | , Berkeley                                      |                                      | NC $                                 | NC                                   | Bill Johnston                        | Bill Tilden                          | 7-5, 7-9, 6-1, 6-0                   |                                      |
| 34       | 1923       | , Berkeley                                      |                                      | NC $                                 | NC                                   | Howard Kinsey                        | Clarence Griffin                     | NC                                   |                                      |
| 35       | 1924       | , Berkeley                                      |                                      | NC $                                 | NC                                   | Howard Kinsey                        | Clarence Griffin                     | 2-6, 5-7, 6-2, 7-5, 6-4              |                                      |
| 36       | 1925       | , Berkeley                                      |                                      | NC $                                 | NC                                   | Bill Johnston                        | Clarence Griffin                     | 6-2, 6-1, 6-4                        |                                      |
| 37       | 1926       | , Berkeley                                      |                                      | NC $                                 | NC                                   | Bill Johnston                        | Clarence Griffin                     | NC                                   |                                      |
| 38       | 1927       | , Berkeley                                      |                                      | NC $                                 | NC                                   | Bill Johnston                        | Gerald Stratford                     | 5-7, 6-3, 6-2, 4-6, 6-1              |                                      |
| 39       | 1928       | , Berkeley                                      |                                      | NC $                                 | NC                                   | Cranston Holman                      | Robert Seller                        | 6-3, 7-5, 3-6, 6-1                   |                                      |
| 40       | 1929       | , Berkeley                                      |                                      | NC $                                 | NC                                   | Robert Seller                        | Gerald Stratford                     | 6-4, 6-2, 3-6, 1-6, 6-4              |                                      |
| 41       | 1930       | , Berkeley                                      |                                      | NC $                                 | NC                                   | George Lott                          | Keith Gledhill                       | 6-3, 6-2, 6-1                        |                                      |
| 42       | 1931       | , San Francisco                                 |                                      | NC $                                 | NC                                   | Ellsworth Vines                      | Fred Perry                           | 6-3, 21-19, 6-0                      |                                      |
| 43       | 1932       | , San Francisco                                 |                                      | NC $                                 | NC                                   | Fred Perry                           | Henry Austin                         | 3-6, 6-4, 8-6, 6-1                   |                                      |
| 44       | 1933       | , San Francisco                                 |                                      | NC $                                 | NC                                   | Lester Stoefen                       | Keith Gledhill                       | 3-6, 4-6, 6-4, 9-7, 6-3              |                                      |
| 45       | 1934       | , Berkeley                                      |                                      | NC $                                 | NC                                   | Fred Perry                           | Donald Budge                         | 3-6, 6-4, 7-5, 1-6, 7-5              |                                      |
| 46       | 1935       | , Berkeley                                      |                                      | NC $                                 | NC                                   | Donald Budge                         | Bobby Riggs                          | 6-2, 6-0, 7-9, 6-4                   |                                      |
| 47       | 1936       | , Berkeley                                      |                                      | NC $                                 | NC                                   | Donald Budge                         | Walter Senior                        | 6-1, 6-0, 6-3                        |                                      |
| 48       | 1937       | , Berkeley                                      |                                      | NC $                                 | NC                                   | Donald Budge                         | Bobby Riggs                          | 4-6, 6-3, 6-2, 6-4                   |                                      |
| 49       | 1938       | , Berkeley                                      |                                      | NC $                                 | NC                                   | Harry Hopman                         | Jack Tidball                         | 5-7, 6-2, 7-5, 8-6                   |                                      |
| 50       | 1939       | , Berkeley                                      |                                      | NC $                                 | NC                                   | Bobby Riggs                          | Frank Kovacs                         | 6-3, 2-6, 6-4, 2-6, 7-5              |                                      |
| 51       | 1940       | , Berkeley                                      |                                      | NC $                                 | NC                                   | Bobby Riggs                          | Frank Kovacs                         | 6-4, 2-6, 6-2, 6-2                   |                                      |
| 52       | 1941       | , Berkeley                                      |                                      | NC $                                 | NC                                   | Frank Kovacs                         | Bobby Riggs                          | 6-2, 6-2, 6-1                        |                                      |
| 53       | 1942       | , San Francisco                                 |                                      | NC $                                 | NC                                   | Tom Brown                            | William Canning                      | 4-6, 5-7, 6-1, 6-2, 6-1              |                                      |
| 54       | 1943       | , San Francisco                                 |                                      | NC $                                 | NC                                   | Jack Jossi                           | Norman Brooks                        | 6-3, 7-5, 6-0                        |                                      |
| 55       | 1944       | , San Francisco                                 |                                      | NC $                                 | NC                                   | Edwin Amark                          | Morey Lewis                          | 6-4, 6-4, 6-2                        |                                      |
| 56       | 1945       | , San Francisco                                 |                                      | NC $                                 | NC                                   | Tom Brown                            | Harry Likas                          | 6-2, 2-6, 6-3                        |                                      |
| 57       | 1946       | , San Francisco                                 |                                      | NC $                                 | NC                                   | Jack Kramer                          | Edward Moylan                        | 7-5, 4-6, 7-5, 6-3                   |                                      |
| 58       | 1947       | , San Francisco                                 |                                      | NC $                                 | NC                                   | Jack Kramer                          | Tom Brown                            | 6-2, 8-6                             |                                      |
| 59       | 1948       | , San Francisco                                 |                                      | NC $                                 | NC                                   | Ted Schroeder                        | Pancho Gonzales                      | 6-4, 4-6, 6-3, 6-1                   |                                      |
| 60       | 1949       | , Berkeley                                      |                                      | NC $                                 | NC                                   | Ted Schroeder                        | Eric Sturgess                        | 6-1, 6-3, 6-1                        |                                      |
| 61       | 1950       | , Berkeley                                      |                                      | NC $                                 | NC                                   | Arthur Larsen                        | Herbert Flam                         | 4-6, 6-3, 6-3, 6-2                   |                                      |
| 62       | 1951       | , Berkeley                                      |                                      | NC $                                 | NC                                   | Ted Schroeder                        | Vic Seixas                           | 6-4, 6-4, 6-2                        |                                      |
| 63       | 1952       | , Berkeley                                      |                                      | NC $                                 | NC                                   | Dick Savitt                          | Arthur Larsen                        | 10-8, 6-3, 6-4                       |                                      |
| 64       | 1953       | , Berkeley                                      |                                      | NC $                                 | NC                                   | Tony Trabert                         | Vic Seixas                           | 7-5, 6-3, 6-2                        |                                      |
| 65       | 1954       | , Berkeley                                      |                                      | NC $                                 | NC                                   | Tony Trabert                         | Vic Seixas                           | 6-3, 6-4, 6-3                        |                                      |
| 66       | 1955       | , Berkeley                                      |                                      | NC $                                 | NC                                   | Tony Trabert                         | Vic Seixas                           | 4-6, 6-3, 6-4, 7-5                   |                                      |
| 67       | 1956       | , Berkeley                                      |                                      | NC $                                 | NC                                   | Ashley Cooper                        | Luis Ayala                           | 4-6, 6-3, 6-4, 6-4                   |                                      |
| 68       | 1957       | , Berkeley                                      |                                      | NC $                                 | NC                                   | Sven Davidson                        | Vic Seixas                           | 7-5, 0-6, 6-1, 6-4                   |                                      |
| 69       | 1958       | , Berkeley                                      |                                      | NC $                                 | NC                                   | Budge Patty                          | Mike Davies                          | 6-4, 7-5, 13-15, 6-2                 |                                      |
| 70       | 1959       | , Berkeley                                      |                                      | NC $                                 | NC                                   | Barry MacKay                         | Ramanathan Krishnan                  | 7-5, 6-4, 1-6, 6-2                   |                                      |
| 71       | 1960       | , Berkeley                                      |                                      | NC $                                 | NC                                   | Barry MacKay                         | Jon Douglas                          | 6-3, 6-2, 6-4                        |                                      |
| 72       | 1961       | , Berkeley                                      |                                      | NC $                                 | NC                                   | Antonio Palafox                      | Jim McManus                          | 7-5, 6-3                             |                                      |
| 73       | 1962       | , Berkeley                                      |                                      | NC $                                 | NC                                   | Jan-Erik Lundqvist                   | Dennis Ralston                       | 3-6, 6-1, 6-3, 6-4                   |                                      |
| 74       | 1963       | , Berkeley                                      |                                      | NC $                                 | NC                                   | Rafael Osuna                         | Whitney Reed                         | 3-6, 6-4, 6-1, 6-1                   |                                      |
| 75       | 1964       | , Berkeley                                      |                                      | NC $                                 | NC                                   | Manuel Santana                       | Pierre Darmon                        | 4-6, 7-5, 8-6, 7-5                   |                                      |
| 76       | 1965       | , Berkeley                                      |                                      | NC $                                 | NC                                   | Marty Riessen                        | Dennis Ralston                       | 5-7, 3-6, 6-1, 6-4, 8-6              |                                      |
| 77       | 1966       | , Berkeley                                      |                                      | NC $                                 | NC                                   | Fred Stolle                          | Charlie Pasarell                     | 6-4, 2-6, 6-4                        |                                      |
| 78       | 1967       | , Berkeley                                      |                                      | NC $                                 | NC                                   | Charlie Pasarell                     | Cliff Richey                         | 7-5, 8-6                             |                                      |
| Ère Open |            |                                                 |                                      |                                      |                                      |                                      |                                      |                                      |                                      |
| 79       | 1968       | , Berkeley                                      |                                      | NC $                                 | NC                                   | Stan Smith                           | Jim McManus                          | 10-8, 6-1, 6-1                       |                                      |
| 80       | 1969       | , Berkeley                                      |                                      | NC $                                 | NC                                   | Stan Smith                           | Cliff Richey                         | 6-2, 6-3                             |                                      |
| 81       | 28-09-1970 | , Berkeley                                      |                                      | NC $                                 | Dur (ext.)                           | Arthur Ashe                          | Cliff Richey                         | 6-4, 6-2, 6-4                        |                                      |
| 82       | 27-09-1971 | , Berkeley                                      |                                      | NC $                                 | Dur (ext.)                           | Rod Laver                            | Ken Rosewall                         | 6-4, 6-4, 7-6                        |                                      |
| 83       | 25-09-1972 | , Albany                                        |                                      | NC $                                 | Moquette (ext.)                      | Jimmy Connors                        | Roscoe Tanner                        | 6-2, 7-6                             |                                      |
| 84       | 24-09-1973 | , San Francisco                                 |                                      | NC $                                 | Moquette (int.)                      | Roy Emerson                          | Björn Borg                           | 5-7, 6-1, 6-4                        |                                      |
| 85       | 23-09-1974 | , San Francisco                                 |                                      | 175 000 $                            | Moquette (int.)                      | Ross Case                            | Arthur Ashe                          | 6-3, 5-7, 6-4                        |                                      |
| 86       | 29-09-1975 | , San Francisco                                 |                                      | NC $                                 | Moquette (int.)                      | Arthur Ashe                          | Guillermo Vilas                      | 6-0, 7-6                             |                                      |
| 87       | 27-09-1976 | , San Francisco                                 |                                      | 125 000 $                            | Moquette (int.)                      | Roscoe Tanner                        | Brian Gottfried                      | 4-6, 7-5, 6-1                        |                                      |
| 88       | 26-09-1977 | , San Francisco                                 |                                      | 125 000 $                            | Moquette (int.)                      | Butch Walts                          | Brian Gottfried                      | 4-6, 6-3, 7-5                        |                                      |
| 89       | 25-09-1978 | Transamerica Open, San Francisco                |                                      | 175 000 $                            | Moquette (int.)                      | John McEnroe                         | Dick Stockton                        | 2-6, 7-6, 6-2                        |                                      |
| 90       | 24-09-1979 | Transamerica Open, San Francisco                |                                      | 175 000 $                            | Moquette (int.)                      | John McEnroe                         | Peter Fleming                        | 4-6, 7-5, 6-2                        |                                      |
| 91       | 22-09-1980 | , San Francisco                                 |                                      | 175 000 $                            | Moquette (int.)                      | Gene Mayer                           | Eliot Teltscher                      | 6-2, 2-6, 6-1                        |                                      |
| 92       | 21-09-1981 | Transamerica Open, San Francisco                |                                      | 175 000 $                            | Moquette (int.)                      | Eliot Teltscher                      | Brian Teacher                        | 6-3, 7-6                             |                                      |
| 93       | 20-09-1982 | Transamerica Open, San Francisco                |                                      | 200 000 $                            | Moquette (int.)                      | John McEnroe                         | Jimmy Connors                        | 6-1, 6-3                             |                                      |
| 94       | 19-09-1983 | Transamerica Open, San Francisco                |                                      | 200 000 $                            | Moquette (int.)                      | Ivan Lendl                           | John McEnroe                         | 3-6, 7-6, 6-4                        |                                      |
| 95       | 17-09-1984 | Transamerica Open, San Francisco                |                                      | 200 000 $                            | Moquette (int.)                      | John McEnroe                         | Brad Gilbert                         | 6-4, 6-4                             |                                      |
| 96       | 23-09-1985 | Transamerica Open, San Francisco                |                                      | 210 000 $                            | Moquette (int.)                      | Stefan Edberg                        | Johan Kriek                          | 6-4, 6-2                             |                                      |
| 97       | 22-09-1986 | Transamerica Open, San Francisco                |                                      | 220 000 $                            | Moquette (int.)                      | John McEnroe                         | Jimmy Connors                        | 7-6, 6-3                             |                                      |
| 98       | 28-09-1987 | Transamerica Open, San Francisco                |                                      | 232 000 $                            | Moquette (int.)                      | Peter Lundgren                       | Jim Pugh                             | 6-1, 7-5                             |                                      |
| 99       | 26-09-1988 | Transamerica Open, San Francisco                |                                      | 297 500 $                            | Moquette (int.)                      | Michael Chang                        | Johan Kriek                          | 6-2, 6-3                             |                                      |
| 100      | 25-09-1989 | , San Francisco                                 |                                      | 297 500 $                            | Moquette (int.)                      | Brad Gilbert                         | Anders Järryd                        | 7-5, 6-2                             |                                      |
| 101      | 05-02-1990 | Volvo San Francisco, San Francisco              | World Series                         | 225 000 $                            | Moquette (int.)                      | Andre Agassi                         | Todd Witsken                         | 6-1, 6-3                             |                                      |
| 102      | 04-02-1991 | Volvo San Francisco, San Francisco              | World Series                         | 225 000 $                            | Moquette (int.)                      | Darren Cahill                        | Brad Gilbert                         | 6-2, 3-6, 6-4                        |                                      |
| 103      | 03-02-1992 | Volvo San Francisco, San Francisco              | World Series                         | 235 000 $                            | Dur (int.)                           | Michael Chang                        | Jim Courier                          | 6-3, 6-3                             |                                      |
| 104      | 01-02-1993 | Volvo Tennis San Francisco, San Francisco       | World Series                         | 275 000 $                            | Dur (int.)                           | Andre Agassi                         | Brad Gilbert                         | 6-2, 6-7, 6-2                        |                                      |
| 105      | 31-01-1994 | San Jose Open, San José                         | World Series                         | 288 750 $                            | Dur (int.)                           | Renzo Furlan                         | Michael Chang                        | 3-6, 6-3, 7-5                        |                                      |
| 106      | 06-02-1995 | San Jose Open, San José                         | World Series                         | 303 000 $                            | Dur (int.)                           | Andre Agassi                         | Michael Chang                        | 6-2, 1-6, 6-3                        |                                      |
| 107      | 12-02-1996 | Sybase Open, San José                           | World Series                         | 303 000 $                            | Dur (int.)                           | Pete Sampras                         | Andre Agassi                         | 6-2, 6-3                             |                                      |
| 108      | 10-02-1997 | Sybase Open, San José                           | World Series                         | 303 000 $                            | Dur (int.)                           | Pete Sampras                         | Greg Rusedski                        | 3-6, 5-0, ab.                        |                                      |
| 109      | 09-02-1998 | Sybase Open, San José                           | Int' Series                          | 315 000 $                            | Dur (int.)                           | Andre Agassi                         | Pete Sampras                         | 6-2, 6-4                             |                                      |
| 110      | 08-02-1999 | Sybase Open, San José                           | Int' Series                          | 325 000 $                            | Dur (int.)                           | Mark Philippoussis                   | Cecil Mamiit                         | 6-3, 6-2                             |                                      |
| 111      | 07-02-2000 | Sybase Open, San José                           | Int' Series                          | 350 000 $                            | Dur (int.)                           | Mark Philippoussis                   | Mikael Tillström                     | 7-5, 4-6, 6-3                        | Tableau                              |
| 112      | 26-02-2001 | Sybase Open Presented by Pacific Bell, San José | Int' Series                          | 375 000 $                            | Dur (int.)                           | Greg Rusedski                        | Andre Agassi                         | 6-3, 6-4                             | Tableau                              |
| 113      | 25-02-2002 | Siebel Open, San José                           | Int' Series                          | 375 000 $                            | Dur (int.)                           | Lleyton Hewitt                       | Andre Agassi                         | 4-6, 7-66, 7-64                      | Tableau                              |
| 114      | 10-02-2003 | Siebel Open, San José                           | Int' Series                          | 355 000 $                            | Dur (int.)                           | Andre Agassi                         | Davide Sanguinetti                   | 6-3, 6-1                             | Tableau                              |
| 115      | 09-02-2004 | Siebel Open, San José                           | Int' Series                          | 355 000 $                            | Dur (int.)                           | Andy Roddick                         | Mardy Fish                           | 7-613, 6-4                           | Tableau                              |
| 116      | 07-02-2005 | SAP Open, San José                              | Int' Series                          | 355 000 $                            | Dur (int.)                           | Andy Roddick                         | Cyril Saulnier                       | 6-0, 6-4                             | Tableau                              |
| 117      | 13-02-2006 | SAP Open, San José                              | Int' Series                          | 355 000 $                            | Dur (int.)                           | Andy Murray                          | Lleyton Hewitt                       | 2-6, 6-1, 7-63                       | Tableau                              |
| 118      | 12-02-2007 | SAP Open, San José                              | Int' Series                          | 391 000 $                            | Dur (int.)                           | Andy Murray                          | Ivo Karlović                         | 63-7, 6-4, 7-62                      | Tableau                              |
| 119      | 18-02-2008 | SAP Open, San José                              | Int' Series                          | 411 000 $                            | Dur (int.)                           | Andy Roddick                         | Radek Štěpánek                       | 6-4, 7-5                             | Tableau                              |
| 120      | 09-02-2009 | SAP Open, San José                              | ATP 250                              | 531 000 $                            | Dur (int.)                           | Radek Štěpánek                       | Mardy Fish                           | 3-6, 6-4, 6-2                        | Tableau                              |
| 121      | 08-02-2010 | SAP Open, San José                              | ATP 250                              | 531 000 $                            | Dur (int.)                           | Fernando Verdasco                    | Andy Roddick                         | 3-6, 6-4, 6-4                        | Tableau                              |
| 122      | 07-02-2011 | SAP Open, San José                              | ATP 250                              | 531 000 $                            | Dur (int.)                           | Milos Raonic                         | Fernando Verdasco                    | 7-66, 7-65                           | Tableau                              |
| 123      | 13-02-2012 | SAP Open, San José                              | ATP 250                              | 531 000 $                            | Dur (int.)                           | Milos Raonic                         | Denis Istomin                        | 7-63, 6-2                            | Tableau                              |
| 124      | 11-02-2013 | SAP Open, San José                              | ATP 250                              | 546 930 $                            | Dur (int.)                           | Milos Raonic                         | Tommy Haas                           | 6-4, 6-3                             | Tableau                              |

### Double
| No       | Date       | Nom et lieu du tournoi                          | Catégorie    | Dotation  | Surface         | Vainqueurs                          | Finalistes                          | Score                   |         |
| -------- | ---------- | ----------------------------------------------- | ------------ | --------- | --------------- | ----------------------------------- | ----------------------------------- | ----------------------- | ------- |
| 1        | 1924       | , Berkeley                                      |              | NC $      | NC              | Howard Kinsey Clarence Griffin      | Roland Roberts Elia Fottrell        | Forfait                 |         |
| 2        | 1930       | , Berkeley                                      |              | NC $      | NC              | Wilmer Allison John Van Ryn         | Cranston Holman Gerald Stratford    | 7-5, 6-3, 6-0           |         |
| 3        | 1931       | , San Francisco                                 |              | NC $      | NC              | Lester Stoefen Sidney Wood          | Patrick Hughes Fred Perry           | 6-4, 6-4, 6-3           |         |
| 4        | 1932       | , San Francisco                                 |              | NC $      | NC              | Phil Neer Ed Levy                   | Jirō Sato Takeo Kuwabara            | 6-1, 6-1, 0-6, 1-6, 6-3 |         |
| 5        | 1933       | , San Francisco                                 |              | NC $      | NC              | Gerald Stratford Phil Neer          | Joe Coughlin Lester Stoefen         | 6-2, 6-3, 6-4           |         |
| 6        | 1934       | , Berkeley                                      |              | NC $      | NC              | Donald Budge Gene Mako              | Gerald Stratford Phil Neer          | 6-3, 8-6, 3-6, 6-1      |         |
| 7        | 1935       | , Berkeley                                      |              | NC $      | NC              | Donald Budge Gene Smith             | Wayne Sabin Howard Blethen          | 6-2, 6-3, 7-5           |         |
| 8        | 1936       | , Berkeley                                      |              | NC $      | NC              | Donald Budge Henry Culley           | Wayne Sabin Elwood Cooke            | 6-4, 9-7, 6-3           |         |
| 9        | 1938       | , Berkeley                                      |              | NC $      | NC              | Harry Hopman Leonard Schwartz       | John Bromwich Adrian Quist          | 7-5, 2-6, 6-1, 6-0      |         |
| 10       | 1944       | , San Francisco                                 |              | NC $      | NC              | Gerald Stratford Howard Blethen     | Sgt. Jack Gurley Nick Carter        | 5-7, 8-6, 6-4           |         |
| 11       | 1945       | , San Francisco                                 |              | NC $      | NC              | Tom Brown Harry Buttimer            | Edwin Amark Capt. Myron McNamara    | 8-1, 6-3, 6-4           |         |
| 12       | 1946       | , San Francisco                                 |              | NC $      | NC              | Jack Kramer Bob Falkenburg          | Seymour Greenberg Lennart Bergelin  | 6-3, 6-3, 9-7           |         |
| 13       | 1949       | , Berkeley                                      |              | NC $      | NC              | Ted Schroeder Eric Sturgess         | Jaroslav Drobný Vladimír Černík     | 6-3, 4-6, 7-9, 6-4      |         |
| 14       | 1951       | , Berkeley                                      |              | NC $      | NC              | Ted Schroeder Budge Patty           | Vic Seixas Hamilton Richardson      | 5-7, 6-3, 6-2, 7-5      |         |
| 15       | 1952       | , Berkeley                                      |              | NC $      | NC              | Dick Savitt Vic Seixas              | Arthur Larsen Noel Brown            | 2-6, 6-4, 2-6, 6-2, 7-5 |         |
| 16       | 1953       | , Berkeley                                      |              | NC $      | NC              | Tony Trabert Vic Seixas             | Enrique Morea Hugh Stewart          | 6-4, 6-2, 6-4           |         |
| 17       | 1955       | , Berkeley                                      |              | NC $      | NC              | Tony Trabert Vic Seixas             | Enrique Morea Roger Becker          | 6-3, 6-4                |         |
| 18       | 1956       | , Berkeley                                      |              | NC $      | NC              | Sydney Schwartz Hugh Stewart        | Luis Ayala Ulf Schmidt              | 6-4, 3-6, 7-5           |         |
| 19       | 1957       | , Berkeley                                      |              | NC $      | NC              | Kurt Nielsen Robert Howe            | Sven Davidson Luis Ayala            | 4-6, 22-20, 6-3         |         |
| 20       | 1959       | , Berkeley                                      |              | NC $      | NC              | Noel Brown Hugh Stewart             | Barry MacKay William Quillian       | 6-4, 10-8, 1-6, 7-5     |         |
| 21       | 1960       | , Berkeley                                      |              | NC $      | NC              | Cliff Mayne Hugh Ditzler            | William C. Crosby Whitney Reed      | 5-7, 6-4, 6-4, 6-2      |         |
| 22       | 1963       | , Berkeley                                      |              | NC $      | NC              | Rafael Osuna Antonio Palafox        | Bill Bond Tom Edlefsen              | 4-6, 6-4, 6-4, 6-4      |         |
| 23       | 1967       | , Berkeley                                      |              | NC $      | NC              | Marty Riessen Clark Graebner        | Bob Hewitt Raymond Moore            | 6-4, 12-10              |         |
| Ère Open |            |                                                 |              |           |                 |                                     |                                     |                         |         |
| 24       | 1969       | , Berkeley                                      |              | NC $      | NC              | Stan Smith Thomaz Koch              | Terry Addison Ray Keldie            | 6-1, 6-3                |         |
| 25       | 28-09-1970 | , Berkeley                                      |              | NC $      | Dur (ext.)      | Robert Lutz Stan Smith              | Roy Barth Tom Gorman                | 6-2, 7-5, 4-6, 6-2      |         |
| 26       | 27-09-1971 | , Berkeley                                      |              | NC $      | Dur (ext.)      | Roy Emerson Rod Laver               | Ken Rosewall Fred Stolle            | 6-3, 6-3                |         |
| 27       | 25-09-1972 | , Albany                                        |              | NC $      | Moquette (ext.) | Bob Hewitt Frew McMillan            | Ove Bengtson Björn Borg             | 6-4, 6-2                |         |
| 28       | 24-09-1973 | , San Francisco                                 |              | NC $      | Moquette (int.) | Roy Emerson Stan Smith              | Ove Bengtson Jim McManus            | 6-2, 6-1                |         |
| 29       | 23-09-1974 | , San Francisco                                 |              | 175 000 $ | Moquette (int.) | Robert Lutz Stan Smith              | John Alexander Syd Ball             | 7-5, 65-7, 6-4          |         |
| 30       | 29-09-1975 | , San Francisco                                 |              | NC $      | Moquette (int.) | Fred McNair Sherwood Stewart        | Allan Stone Kim Warwick             | 6-2, 7-63               |         |
| 31       | 27-09-1976 | , San Francisco                                 |              | 125 000 $ | Moquette (int.) | Dick Stockton Roscoe Tanner         | Brian Gottfried Bob Hewitt          | 6-3, 6-4                |         |
| 32       | 26-09-1977 | , San Francisco                                 |              | 125 000 $ | Moquette (int.) | Marty Riessen Dick Stockton         | Fred McNair Sherwood Stewart        | 6-4, 1-6, 6-4           |         |
| 33       | 25-09-1978 | Transamerica Open, San Francisco                |              | 175 000 $ | Moquette (int.) | Peter Fleming John McEnroe          | Robert Lutz Stan Smith              | 5-7, 6-4, 6-4           |         |
| 34       | 24-09-1979 | Transamerica Open, San Francisco                |              | 175 000 $ | Moquette (int.) | Peter Fleming John McEnroe          | Wojtek Fibak Frew McMillan          | 6-2, 6-3                |         |
| 35       | 22-09-1980 | , San Francisco                                 |              | 175 000 $ | Moquette (int.) | Peter Fleming John McEnroe          | Gene Mayer Sandy Mayer              | 6-4, 6-3                |         |
| 36       | 21-09-1981 | Transamerica Open, San Francisco                |              | 175 000 $ | Moquette (int.) | Peter Fleming John McEnroe          | Mark Edmondson Sherwood Stewart     | 6-2, 6-2                |         |
| 37       | 20-09-1982 | Transamerica Open, San Francisco                |              | 200 000 $ | Moquette (int.) | Fritz Buehning Brian Teacher        | Marty Davis Chris Dunk              | 65-7, 6-2, 7-5          |         |
| 38       | 19-09-1983 | Transamerica Open, San Francisco                |              | 200 000 $ | Moquette (int.) | Peter Fleming John McEnroe          | Ivan Lendl Vincent Van Patten       | 6-1, 6-2                |         |
| 39       | 17-09-1984 | Transamerica Open, San Francisco                |              | 200 000 $ | Moquette (int.) | Peter Fleming John McEnroe          | Mike De Palmer Sammy Giammalva Jr   | 6-3, 6-4                |         |
| 40       | 23-09-1985 | Transamerica Open, San Francisco                |              | 210 000 $ | Moquette (int.) | Paul Annacone Christo van Rensburg  | Brad Gilbert Sandy Mayer            | 3-6, 6-3, 6-4           |         |
| 41       | 22-09-1986 | Transamerica Open, San Francisco                |              | 220 000 $ | Moquette (int.) | Peter Fleming John McEnroe          | Mike De Palmer Gary Donnelly        | 6-4, 7-6                |         |
| 42       | 28-09-1987 | Transamerica Open, San Francisco                |              | 232 000 $ | Moquette (int.) | Jim Grabb Patrick McEnroe           | Glenn Layendecker Todd Witsken      | 6-2, 0-6, 6-4           |         |
| 43       | 26-09-1988 | Transamerica Open, San Francisco                |              | 297 500 $ | Moquette (int.) | John McEnroe Mark Woodforde         | Scott Davis Tim Wilkison            | 6-4, 7-6                |         |
| 44       | 25-09-1989 | , San Francisco                                 |              | 297 500 $ | Moquette (int.) | Pieter Aldrich Danie Visser         | Paul Annacone Christo van Rensburg  | 6-4, 6-3                |         |
| 45       | 05-02-1990 | Volvo San Francisco, San Francisco              | World Series | 225 000 $ | Moquette (int.) | Kelly Jones Robert Van't Hof        | Glenn Layendecker Richey Reneberg   | 2-6, 7-6, 6-3           |         |
| 46       | 04-02-1991 | Volvo San Francisco, San Francisco              | World Series | 225 000 $ | Moquette (int.) | Wally Masur Jason Stoltenberg       | Ronnie Båthman Rikard Bergh         | 4-6, 7-6, 6-4           |         |
| 47       | 03-02-1992 | Volvo San Francisco, San Francisco              | World Series | 235 000 $ | Dur (int.)      | Jim Grabb Richey Reneberg           | Pieter Aldrich Danie Visser         | 6-4, 7-5                |         |
| 48       | 01-02-1993 | Volvo Tennis San Francisco, San Francisco       | World Series | 275 000 $ | Dur (int.)      | Scott Davis Jacco Eltingh           | Patrick McEnroe Jonathan Stark      | 6-1, 4-6, 7-5           |         |
| 49       | 31-01-1994 | San Jose Open, San José                         | World Series | 288 750 $ | Dur (int.)      | Rick Leach Jared Palmer             | Byron Black Jonathan Stark          | 4-6, 6-4, 6-4           |         |
| 50       | 06-02-1995 | San Jose Open, San José                         | World Series | 303 000 $ | Dur (int.)      | Jim Grabb Patrick McEnroe           | Alex O'Brien Sandon Stolle          | 3-6, 7-5, 6-0           |         |
| 51       | 12-02-1996 | Sybase Open, San José                           | World Series | 303 000 $ | Dur (int.)      | Trevor Kronemann David Macpherson   | Richey Reneberg Jonathan Stark      | 6-4, 3-6, 6-3           |         |
| 52       | 10-02-1997 | Sybase Open, San José                           | World Series | 303 000 $ | Dur (int.)      | Brian MacPhie Gary Muller           | Mark Knowles Daniel Nestor          | 4-6, 7-6, 7-5           |         |
| 53       | 09-02-1998 | Sybase Open, San José                           | Int' Series  | 315 000 $ | Dur (int.)      | Todd Woodbridge Mark Woodforde      | Nelson Aerts André Sá               | 6-1, 7-5                |         |
| 54       | 08-02-1999 | Sybase Open, San José                           | Int' Series  | 325 000 $ | Dur (int.)      | Todd Woodbridge Mark Woodforde      | Aleksandar Kitinov Nenad Zimonjić   | 7-5, 63-7, 6-4          |         |
| 55       | 07-02-2000 | Sybase Open, San José                           | Int' Series  | 350 000 $ | Dur (int.)      | Jan-Michael Gambill Scott Humphries | Lucas Arnold Ker Eric Taino         | 6-1, 6-4                | Tableau |
| 56       | 26-02-2001 | Sybase Open Presented by Pacific Bell, San José | Int' Series  | 375 000 $ | Dur (int.)      | Mark Knowles Brian MacPhie          | Jan-Michael Gambill Jonathan Stark  | 6-3, 7-64               | Tableau |
| 57       | 25-02-2002 | Siebel Open, San José                           | Int' Series  | 375 000 $ | Dur (int.)      | Wayne Black Kevin Ullyett           | John-Laffnie de Jager Robbie Koenig | 6-3, 4-6, [10-5]        | Tableau |
| 58       | 10-02-2003 | Siebel Open, San José                           | Int' Series  | 355 000 $ | Dur (int.)      | Lee Hyung-taik Vladimir Voltchkov   | Paul Goldstein Robert Kendrick      | 7-5, 4-6, 6-3           | Tableau |
| 59       | 09-02-2004 | Siebel Open, San José                           | Int' Series  | 355 000 $ | Dur (int.)      | James Blake Mardy Fish              | Rick Leach Brian MacPhie            | 6-2, 7-5                | Tableau |
| 60       | 07-02-2005 | SAP Open, San José                              | Int' Series  | 355 000 $ | Dur (int.)      | Wayne Arthurs Paul Hanley           | Yves Allegro Michael Kohlmann       | 7-64, 6-4               | Tableau |
| 61       | 13-02-2006 | SAP Open, San José                              | Int' Series  | 355 000 $ | Dur (int.)      | John McEnroe Jonas Björkman         | Paul Goldstein Jim Thomas           | 7-62, 4-6, [10-7]       | Tableau |
| 62       | 12-02-2007 | SAP Open, San José                              | Int' Series  | 391 000 $ | Dur (int.)      | Eric Butorac Jamie Murray           | Chris Haggard Rainer Schüttler      | 7-5, 7-66               | Tableau |
| 63       | 18-02-2008 | SAP Open, San José                              | Int' Series  | 411 000 $ | Dur (int.)      | Scott Lipsky David Martin           | Bob Bryan Mike Bryan                | 7-64, 7-5               | Tableau |
| 64       | 09-02-2009 | SAP Open, San José                              | ATP 250      | 531 000 $ | Dur (int.)      | Tommy Haas Radek Štěpánek           | Rohan Bopanna Jarkko Nieminen       | 6-2, 6-3                | Tableau |
| 65       | 08-02-2010 | SAP Open, San José                              | ATP 250      | 531 000 $ | Dur (int.)      | Mardy Fish Sam Querrey              | Benjamin Becker Leonardo Mayer      | 7-63, 7-5               | Tableau |
| 66       | 07-02-2011 | SAP Open, San José                              | ATP 250      | 531 000 $ | Dur (int.)      | Scott Lipsky Rajeev Ram             | Alejandro Falla Xavier Malisse      | 6-4, 4-6, [10-8]        | Tableau |
| 67       | 13-02-2012 | SAP Open, San José                              | ATP 250      | 531 000 $ | Dur (int.)      | Mark Knowles Xavier Malisse         | Kevin Anderson Frank Moser          | 6-4, 1-6, [10-5]        | Tableau |
| 68       | 11-02-2013 | SAP Open, San José                              | ATP 250      | 546 930 $ | Dur (int.)      | Xavier Malisse Frank Moser          | Lleyton Hewitt Marinko Matosevic    | 6-0, 65-7, [10-4]       | Tableau |

## Palmarès mixte
| No       | Date       | Nom et lieu du tournoi                    | Catégorie | Dotation | Surface      | Vainqueures                      | Finalistes                          | Score          |         |
| -------- | ---------- | ----------------------------------------- | --------- | -------- | ------------ | -------------------------------- | ----------------------------------- | -------------- | ------- |
| 1        | 30-09-1930 | Pacific Coast Championships Berkeley      |           | NC       | Terre (ext.) | Helen Wills George Lott          | Edith Cross Wilmer Allison          | 6-2, 7-5       | Tableau |
| 2        | 26-09-1931 | Pacific Coast Championships Berkeley      |           | NC       | Terre (ext.) | Helen Wills George Lott          | Edith Cross G.P. Hughes             | 6-3, 3-6, 6-0  | Tableau |
| 3        | 28-09-1935 | Pacific Coast Championships Berkeley      |           | NC       | Terre (ext.) | Freda James Donald Budge         | Carolin Babcock Wilmer Hines        | NC             | Tableau |
| 4        | 26-09-1936 | Pacific Coast Championships Berkeley      |           | NC       | Terre (ext.) | Helen Wills Donald Budge         | Helen Jacobs Henry Culley           | 5-7, 10-8, 6-4 | Tableau |
| 5        | 03-10-1937 | Pacific Coast Championships Berkeley      |           | NC       | Terre (ext.) | Helen Wills Donald Budge         | Kay Stammers Gerald Stratford       | 6-2, 4-6, 6-3  | Tableau |
| 6        | 28-09-1940 | Pacific Coast Championships Berkeley      |           | NC       | Terre (ext.) | Virginia Wolfenden Jack Kramer   | Valerie Scott Bobby Riggs           | 7-5, 3-6, 6-4  | Tableau |
| 7        | 01-10-1944 | Pacific Coast Championships Berkeley      |           | NC       | Terre (ext.) | Margaret Osborne Edwin Amark     | Virginia Wolfenden Tom Brown        | 6-4, 2-6, 7-5  | Tableau |
| 8        | 24-09-1945 | Pacific Coast Championships San Francisco |           | NC       | Terre (ext.) | Virginia Wolfenden Tom Brown     | Pauline Betz Capt. Myron McNamara   | 7-5, 6-3       | Tableau |
| 9        | 19-09-1949 | US Hard Court Championships Berkeley      |           | NC       | Dur (ext.)   | Doris Hart Eric Sturgess         | Wilma Smith Gianni Cucelli          | 6-1, 11-9      | Tableau |
| 10       | 17-09-1951 | Pacific Coast Championships Berkeley      |           | NC       | Dur (ext.)   | Virginia Wolfenden Conway Catton | Anita Kanter Fred Fisher            | 6-4, 7-5       | Tableau |
| 11       | 17-09-1953 | Pacific Coast Championships Berkeley      |           | NC       | Dur (ext.)   | Shirley Fry Enrique Morea        | Dorothy Bundy Gilbert Shea          | 6-2, 6-4       | Tableau |
| 12       | 25-09-1955 | Pacific Coast Championships Berkeley      |           | NC       | Dur (ext.)   | Barbara Bradley Enrique Morea    | Angela Buxton Gardnar Mulloy        | 6-3            | Tableau |
| 13       | 28-09-1959 | Pacific Coast Championships Berkeley      |           | NC       | Dur (ext.)   | Janet Hopps Ramanathan Krishnan  | Mary Ann Mitchell Don Kirbow        | 6-2, 6-3       |         |
| 14       | 26-09-1960 | Pacific Coast Championships Berkeley      |           | NC       | Dur (ext.)   | Carole Caldwell Chris Caldwell   | Billie Jean Moffitt Antonio Palafox | 4-6, 6-3, 6-4  | Tableau |
| 15       | 27-09-1965 | Pacific Coast Championships Berkeley      |           | NC       | Dur (ext.)   | Judy Tegart Jim McManus          | Lynn Abbes Donald Dell              | 6-2, 6-1       | Tableau |
| 16       | 25-09-1967 | Pacific Coast Championships Berkeley      |           | NC       | Dur (ext.)   | Rosie Casals Marty Riessen       | Julie Heldman Torben Ulrich         | 6-1, 6-4       | Tableau |
| Ère Open |            |                                           |           |          |              |                                  |                                     |                |         |
| 17       | 23-09-1968 | Pacific Coast Championships Berkeley      |           | NC       | Dur (ext.)   | Margaret Smith Court Stan Smith  | Judy Tegart Jim McManus             | 8-10, 6-2, 6-2 | Tableau |